# Trzecie Pole-Gajówka
Trzecie Pole-Gajówka – uroczysko, dawna osada leśna w Polsce, w województwie mazowieckim, w powiecie wyszkowskim, w gminie Rząśnik.
1 stycznia 2024 nazwa miejscowości została zniesiona. W bazie obiektów PRNG, od 20 grudnia 2023, określana jako uroczysko-dawna miejscowość.